# McDonald’s Kinderhilfe Deutschland

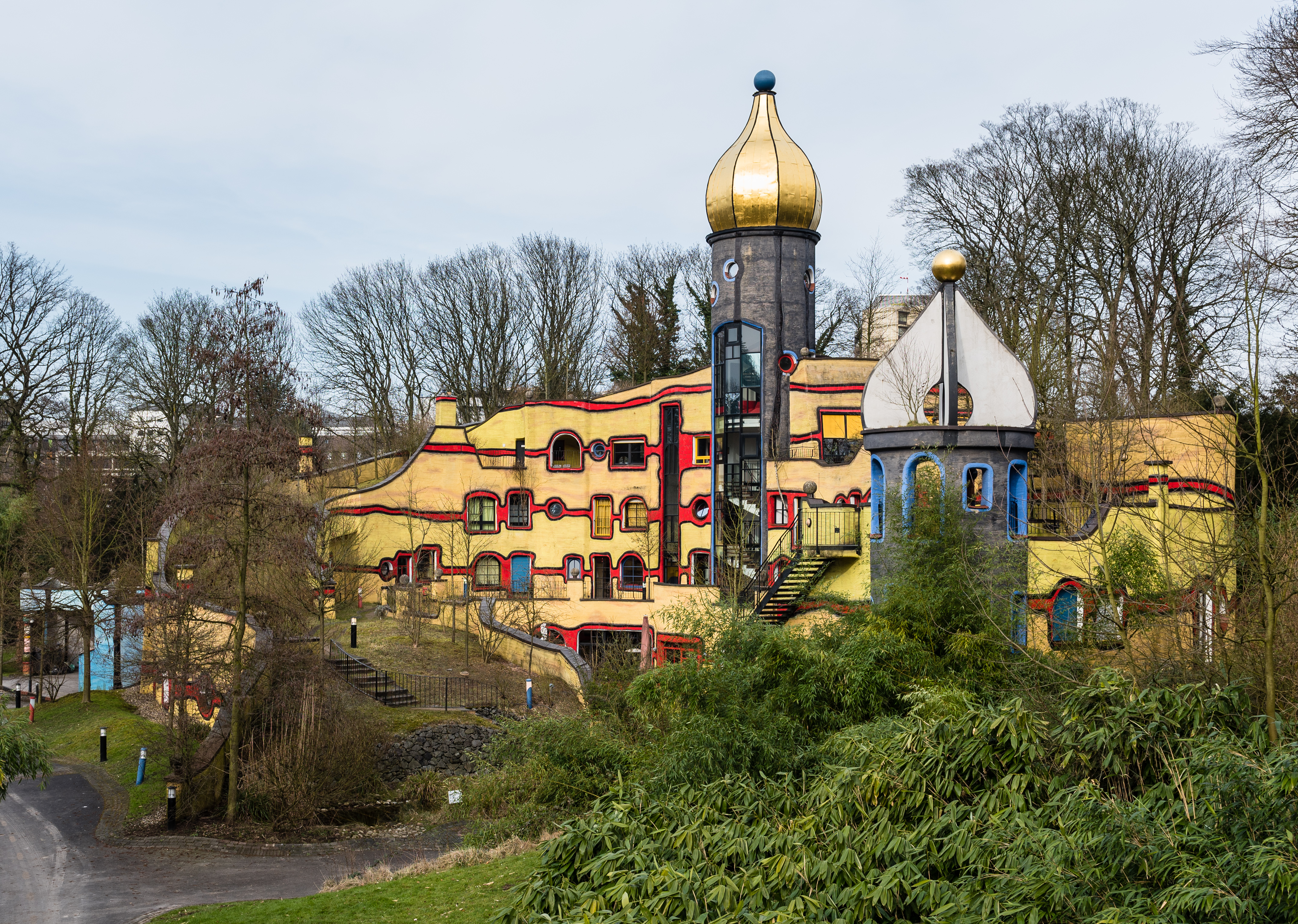
Ronald-McDonald-Haus („Hundertwasser-Haus“) in Essen

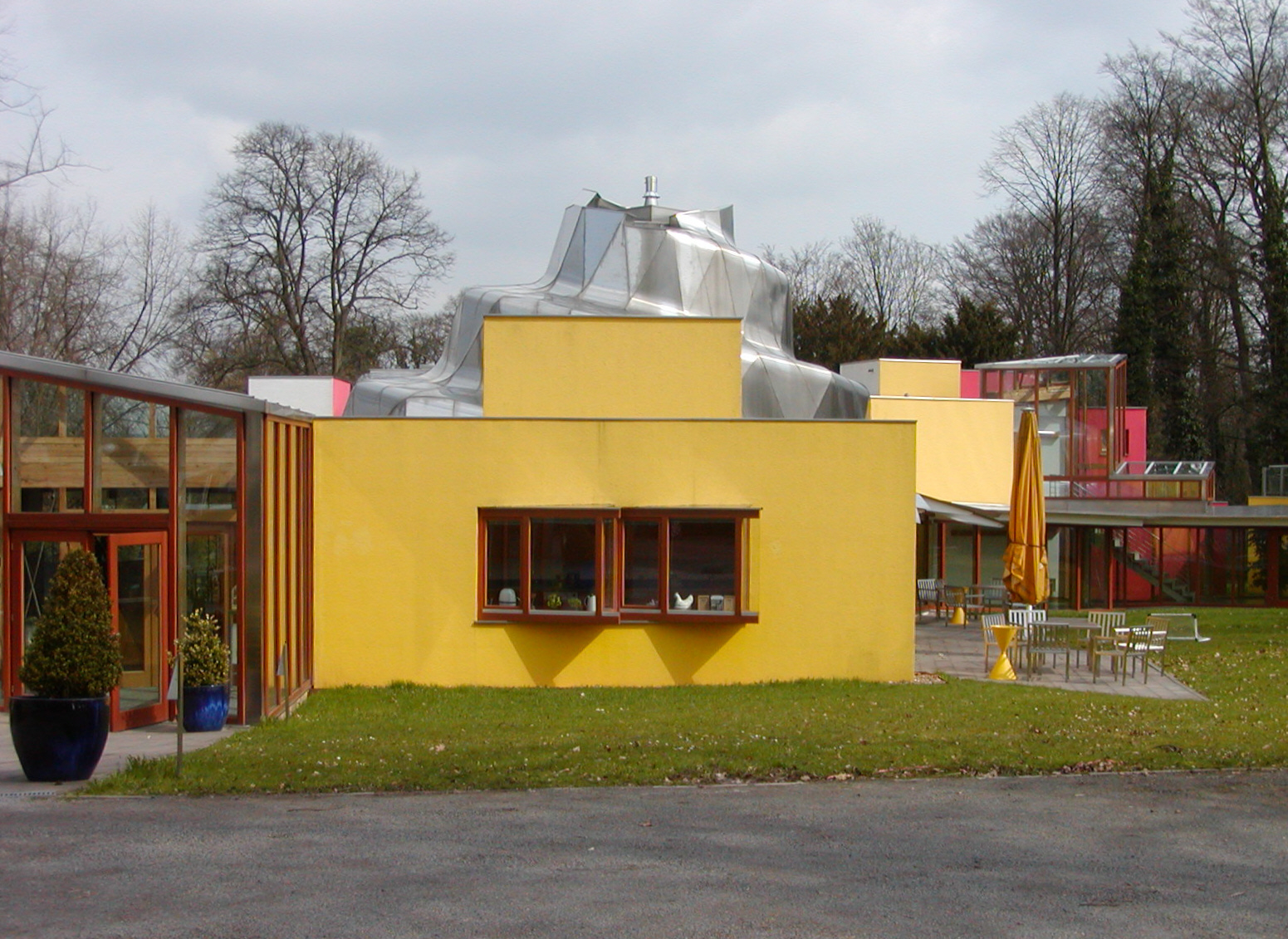
Ronald-McDonald-Haus in Bad Oeynhausen

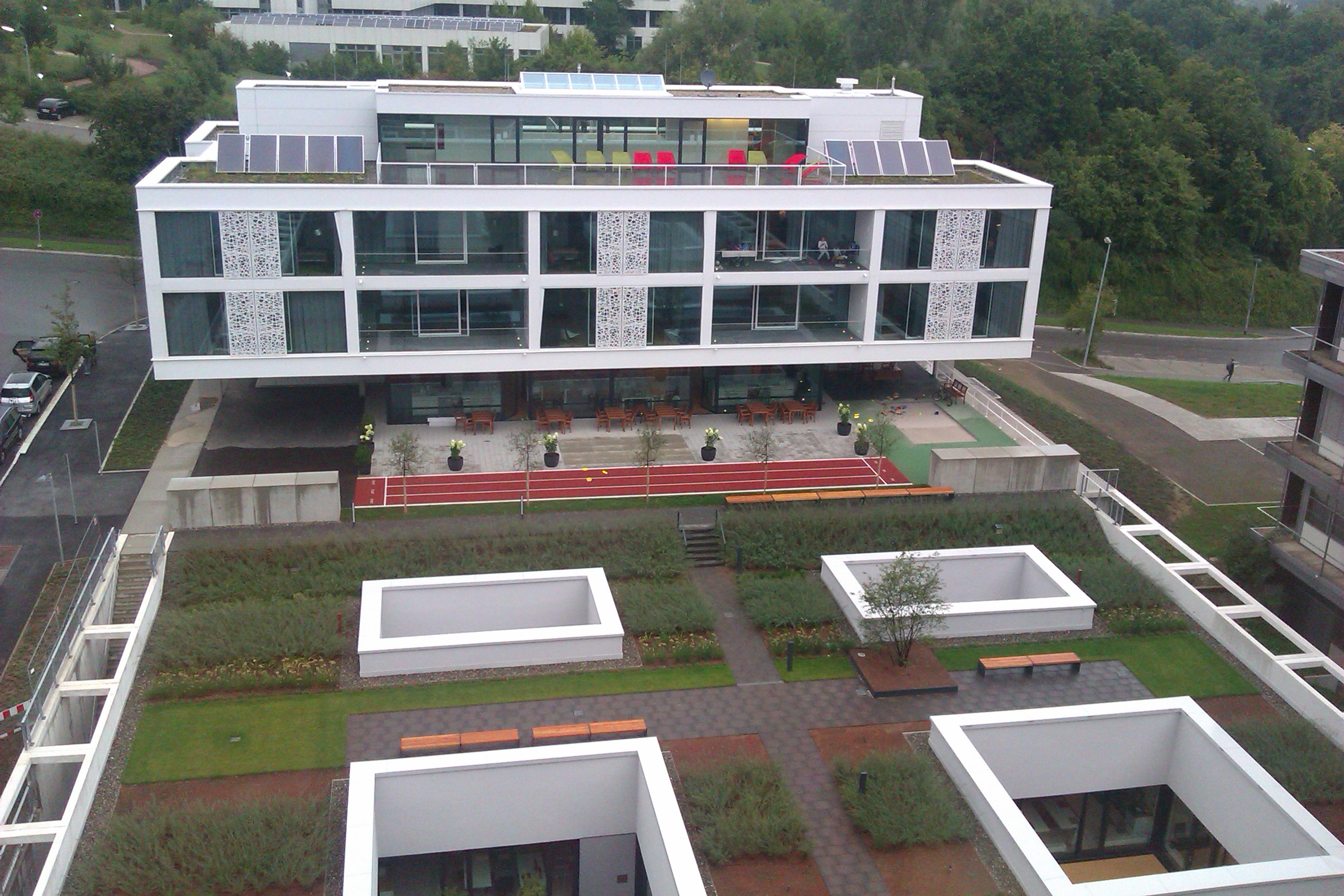
Ronald-McDonald-Haus in Tübingen

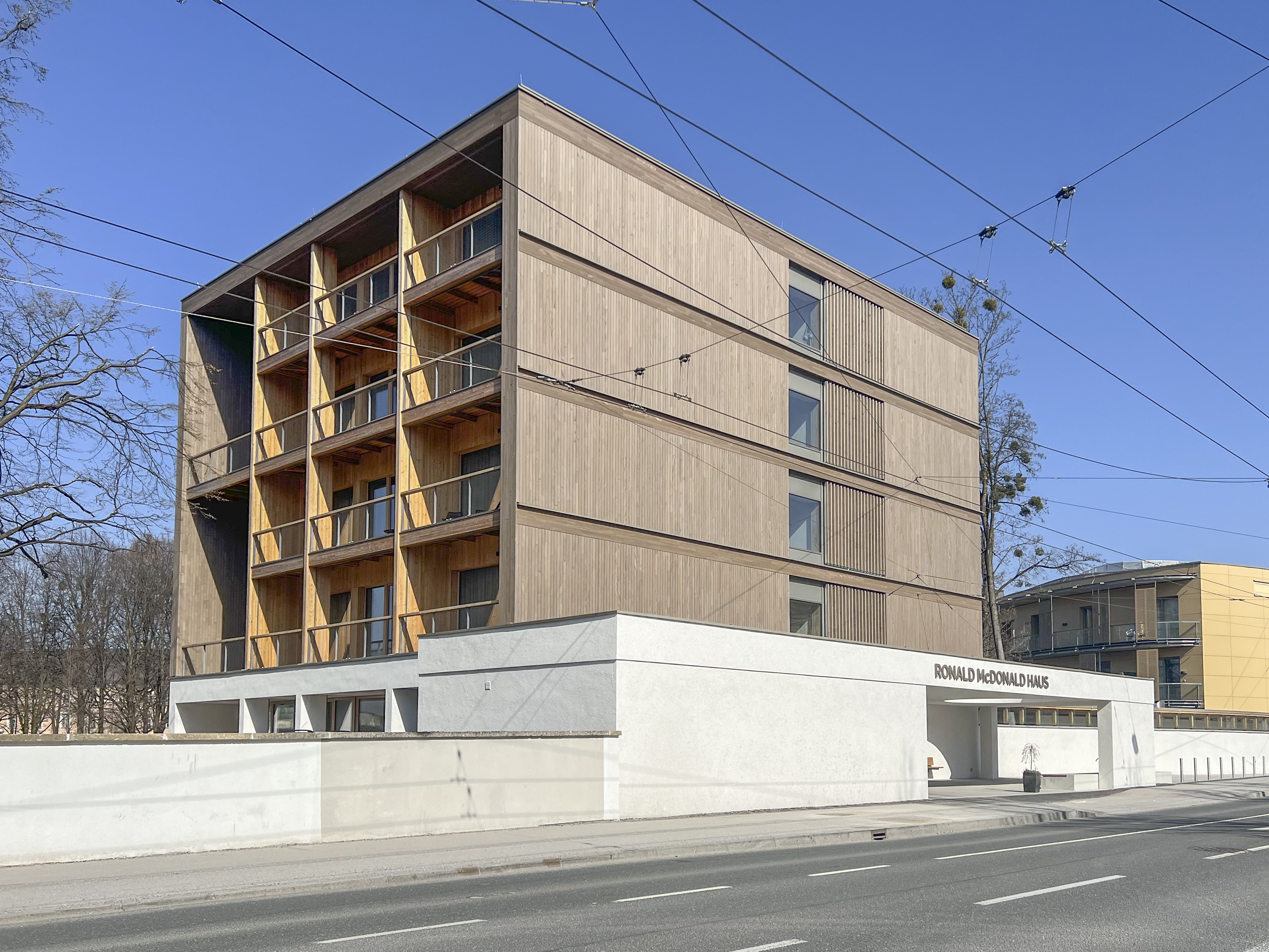
Ronald-McDonald-Haus in Salzburg, Österreich

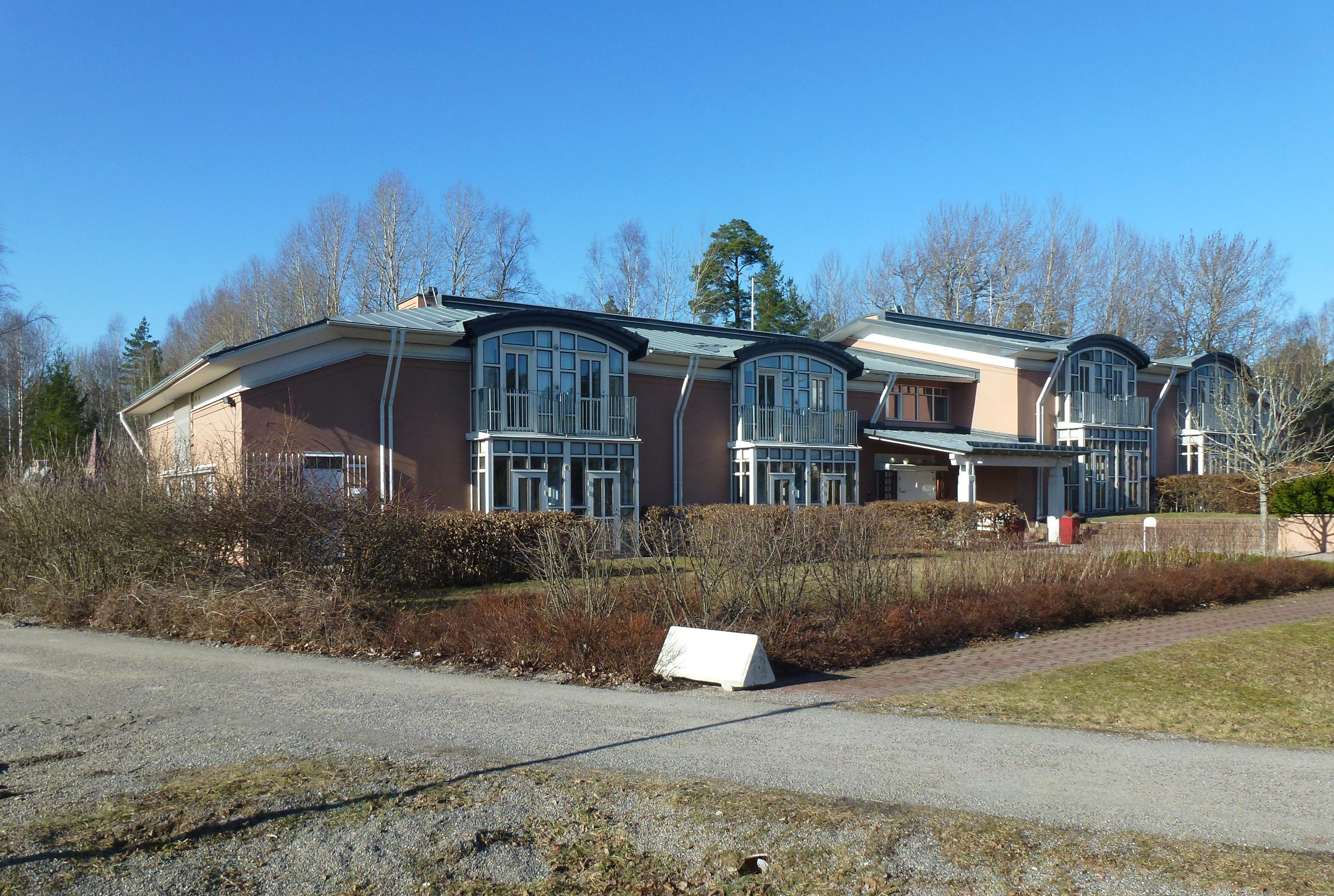
Ronald-McDonald-Haus in Huddinge, Schweden

Die McDonald’s Kinderhilfe Deutschland setzt sich seit 1987 für die Gesundheit und das Wohlergehen von Kindern in Deutschland ein. Die Stiftung betreibt bundesweit Ronald McDonald Häuser in der Nähe von Kinderkliniken als Zuhause auf Zeit für Familien schwer erkrankter Kinder. In den Ronald McDonald Oasen können sich Familien direkt in der Klinik zurückziehen.

## Geschichte
Die McDonald’s Kinderhilfe Deutschland wurde 1987 als Teil der international tätigen Ronald McDonald House Charities gegründet. 1990 öffnete das erste deutsche Ronald-McDonald-Haus in Kiel.
Jedes Jahr kommen über 6.000 Familien in 22 Ronald McDonald Häusern in ganz Deutschland unter, rund 9.000 Familien besuchen jedes Jahr eine der sechs sogenannten Oasen. Die Idee, erkrankten Kindern die Nähe ihrer Eltern zu ermöglichen, war bereits 1973 in den USA entstanden, als Kim Hill, Tochter des amerikanischen Football-Spielers Fred Hill von den Philadelphia Eagles, 1973 an Leukämie erkrankte. Nach Kims Genesung wurde gemeinsam mit ihrer behandelnden Ärztin, Audrey Evans, der Entschluss gefasst, Familien erkrankter Kinder zu helfen. Gemeinsam mit seinen Football-Teamkameraden startete Fred Hill eine große Spendenaktion für ein kliniknahes Elternhaus. McDonald’s-Gründer Ray Kroc, der die Philadelphia Eagles zu diesem Zeitpunkt unter Vertrag hatte, unterstützte diese Spendenaktion und verdoppelte jeden eingeworbenen Dollar.
1974 wurde das erste Ronald-McDonald-Haus in Philadelphia eingeweiht, 1977 folgte ein Elternhaus in Chicago. Heute gibt es weltweit 365 Ronald-McDonald-Häuser in 43 Ländern.

## Struktur der Kinderhilfe
Die McDonald’s Kinderhilfe arbeitet unter dem Dach der Stiftungsaufsicht der Regierung von Oberbayern. Drei getrennte Organe leiten, begleiten und kontrollieren die Stiftungsarbeit: Der Vorstand als hauptamtlich nur für die Stiftung tätige Geschäftsleitung, der Stiftungsrat als ehrenamtlich tätiges Kontroll- und Überwachungsorgan, für den Vertreter der Franchise-Nehmerschaft von McDonald’s und auch deren Lieferanten tätig sind. Dazu kommt das Kuratorium als überwiegend beratendes Organ, in dem Vertreter aus Politik, Gesellschaft, Wirtschaft, Franchise-Nehmer und Lieferanten für die McDonald’s Kinderhilfe aktiv sind. Die Stiftung wurde im Jahr 1987 als Ronald McDonald Kinderhilfe gegründet und erhielt 1997 ihren heutigen Namen.
Die erste Aufsichtsratsvorsitzende war die SPD-Politikerin und frühere Bundestagspräsidentin Annemarie Renger. Ihre Nachfolgerin wurde im Jahr 1997 die CDU-Politikerin Rita Süssmuth. Nachdem Süssmuth das Amt 2019 niedergelegt hatte, wurde 2020 mit Thomas Erler ein Mediziner in den Vorsitz des Kuratoriums berufen.

## Ronald-McDonald-Häuser
In einem Ronald-McDonald-Haus können Eltern und Geschwister schwer erkrankter Kinder auf Zeit wohnen. Die Häuser sind jeweils in unmittelbarer Nähe zu den Krankenhäusern, in denen die Kinder behandelt werden, gelegen. Die familiäre Nähe kann den Heilungsprozess der erkrankten Kinder unterstützen. In Deutschland gibt es derzeit 22 dieser Elternhäuser.
Liste der Ronald McDonald Häuser in Deutschland:
| Standort            | Eröffnung | Schirmherr                               | Apartments |
| ------------------- | --------- | ---------------------------------------- | ---------- |
| Aachen              | 1991      | Heike Meier-Henkel                       | 12         |
| Bad-Oeynhausen      | 2001      | Ludger Burmann, Kerstin Kramer           | 12         |
| Berlin-Buch         | 2012      | Matthias Schweighöfer                    | 13         |
| Berlin-Wedding      | 1998      | Eva Padberg                              | 33         |
| Cottbus             | 2003      | Dagmar Frederic, Nele Schenker           | 15         |
| Erlangen            | 1995      | Barbara Hahlweg                          | 16         |
| Essen               | 2005      | Henry Maske                              | 17         |
| Hamburg-Altona      | 2014      | Petra van Bremen                         | 11         |
| Hamburg-Eppendorf   | 1997      | Nova Meierhenrich                        | 13         |
| Homburg             | 2005      | Miroslav Klose, Christian Schwarzer      | 14         |
| Jena                | 1992      | Ute Freudenberg                          | 9          |
| Kiel                | 1990      | Bettina Tietjen                          | 12         |
| Köln                | 2009      | Nazan Eckes, Fritz Schramma              | 14         |
| Leipzig             | 2002      | Sebastian Krumbiegel                     | 18         |
| Lübeck              | 1999      | Sven Martinek                            | 12         |
| Mainz               | 2013      | Eckart von Hirschhausen, Yvonne Ransbach | 11         |
| München-Großhadern  | 1997      | Annemarie Carpendale                     | 13         |
| München-Herzzentrum | 1995      | Clarissa Käfer, Alexander Mazza          | 24         |
| Oldenburg           | 2001      | Ines Klemmer, Horst Milde († 2023)       | 22         |
| Passau              | 2015      | Florian Silbereisen                      | 5          |
| Sankt-Augustin      | 2014      | Oliver Pocher                            | 24         |
| Tübingen            | 2011      | Florian König                            | 37         |

## Ronald McDonald Oasen
In den sogenannten Ronald McDonald Oasen können die Familien auf ihre Behandlungstermine warten und diverse Unterhaltungsprogramme wahrnehmen. Diese Ronald-McDonald-Oasen bestehen am Universitätsklinikum Erlangen, der Asklepios Kinderklinik Sankt Augustin, der Kinderklinik Amsterdamer Straße in Köln, dem Altonaer Kinderkrankenhaus in Hamburg-Altona, der Kinderklinik Dritter Orden in Passau und im Helios Klinikum Berlin-Buch.

## Finanzierung
Die McDonald’s Kinderhilfe finanziert sich hauptsächlich über Spenden. Die größte Summe erhält die gemeinnützige Stiftung dabei von McDonald’s Deutschland, seinen Franchisenehmern, Lieferanten und Gästen. Darüber hinaus unterstützen zahlreiche Privatspender und Firmen die Arbeit.
Im Jahr 2019 nahm die McDonald’s Kinderhilfe Stiftung insgesamt 15,5 Millionen Euro ein. Die Gesamtsumme setzt sich aus Spenden, dem wirtschaftlichen Zweck- und Geschäftsbetrieb sowie den Erlösen aus kurz- und mittelfristigen Geldanlagen zusammen. Zu den Einnahmen der Stiftung haben McDonald’s Deutschland LLC sowie ihre Franchisenehmer, Lieferanten und Gäste mit 7,9 Millionen Euro beigetragen. 2020 betrugen die Gesamteinnahmen 11,4 Millionen Euro. Davon kamen 4,9 Millionen Euro von Seiten McDonald’s, mit den Franchisenehmern, Lieferanten und Gästen.

## Transparenz
Das Deutsche Zentralinstitut für soziale Fragen zertifiziert die Stiftung seit 2004 mit dem DZI Spenden-Siegel. Außerdem hat sich die Stiftung der Initiative Transparente Zivilgesellschaft angeschlossen.

## Kritik
Die gemeinnützigen Einrichtungen erfüllen auch einen werbestrategischen Nutzen. Dies wird bereits durch den Namensbezug und das Logo deutlich.
In Skandinavien ist das Maskottchen in anderen Kinderkrankenhäusern verboten:
Verteilt der Clown also Fähnchen und Luftballons mit dem goldenen »M«, bleibt er den jungen Opfern besonders intensiv in Erinnerung. In Skandinavien ist dies nicht nur moralisch, sondern auch juristisch anstößig: Dort ist der Clown in Krankenhäusern und Kindergärten generell verboten.
Auch wird McDonalds als Initiator der Häuser vorgeworfen, nur einen Bruchteil der Gelder beizutragen, hingegen durch den erzielten Imagegewinn in erheblichem größerem Maße zu profitieren.

## Sonstiges
- In den USA wurde unter der Schirmherrschaft der amerikanischen McDonald’s Kinderhilfe der Film Comic-Stars gegen Drogen produziert.
- Bereits 1986 wurde in Gießen ein Ronald-McDonald-Haus eröffnet.[14] Nachdem die Zusammenarbeit mit McDonalds beendet wurde, wird das Haus als Familienzentrum für krebskranke Kinder weitergeführt.